# Teorie dell'attività finanziaria pubblica
Lo studio dell'attività finanziaria pubblica, o semplicemente della finanza pubblica, ha portato alla formulazione di molte teorie generali. Queste teorie hanno cercato di fornire motivazioni per l'esistenza dell'attività finanziaria pubblica e indicazioni pratiche sul modo per orientarla.
Le teorie dell'attività finanziaria pubblica si possono suddividere in teorie economiche, teorie politico-sociologiche e teorie della scelta pubblica.

## Teorie economiche
Le teorie economiche prendono in considerazione soltanto i fattori economici che caratterizzano l'attività finanziaria pubblica, anche in riferimento a criteri di convenienza economica e di ottimizzazione del benessere collettivo.
Le principali teorie economiche sono: 
- teoria del consumo: secondo tale teoria, l'attività finanziaria pubblica è una pura attività di consumo, finanziata dalle risorse tolte ai privati e distolte da impieghi produttivi.[2] Secondo la teoria del consumo di Jean-Baptiste Say, il pagamento dei tributi, oltre a finanziare la spesa pubblica, sottrae risorse agli operatori privati e riduce gli investimenti. Le spese pubbliche, quindi, sono improduttive e rappresentano uno sperpero di ricchezza, in quanto danneggiano l'economia;[1]
- teoria dello scambio: secondo questa teoria, l'attività finanziaria pubblica consiste in uno scambio economico tra Stato e cittadino: il pagamento dei tributi è quindi considerato il mezzo per usufruire dei servizi pubblici. Deve esistere un'equivalenza economica tra il prelievo fiscale ai privati (prestazione) e i servizi pubblici offerti dallo Stato (controprestazione) e il rapporto fra i due soggetti viene meno nel momento in cui uno dei due non adempie al suo dovere;[2]
- teoria della produzione: secondo questa teoria, ideata da Adolph Wagner e Lorenz von Stein, l'attività finanziaria pubblica è un'attività produttiva perché, mediante il denaro raccolto attraverso il prelevamento di tributi, vengono prodotti servizi pubblici.[1] Essi agevolano lo sviluppo, consentendo ai cittadini di produrre una maggiore ricchezza mediante la produzione di beni e servizi utili per la società. La spesa pubblica, quindi, è produttiva perché i tributi (beni materiali), vengono trasformati in beni immateriali (come giustizia, ordine..)[2]
- teoria marginalista (o dell'utilità marginale): questa teoria, trattata dagli economisti dell'Ottocento, sancisce che l'utilità che l'individuo trae dalla soddisfazione di un bisogno è misurabile: infatti, i beni o servizi più desiderati provocano una maggior soddisfazione, che diminuirà man mano che il bisogno verrà soddisfatto. Questa teoria afferma che l'attività finanziaria pubblica è determinata dalle scelte dei cittadini (contribuenti): i bisogni privati vengono soddisfatti direttamente dal cittadino, mentre i bisogni pubblici (come giustizia e ordine pubblico) vengono soddisfatti dallo Stato che li finanzia attraverso le imposte.[2]

## Teorie politico-sociologiche
Queste teorie considerano aspetti extra-economici, ovvero l'aspetto politico e sociologico del rapporto di supremazia dello Stato verso i cittadini. Le principali teorie politico-sociologiche sono la teoria politica e la teoria sociologica.
- la teoria politica: secondo questa teoria, l'attività finanziaria pubblica è una manifestazione della sovranità dello Stato, che distribuisce il carico tributario fra i cittadini in base a criteri politici. La scelta della spesa pubblica e delle entrate pubbliche ha un forte rilievo politico perché, a parità degli aspetti economici, incide in modo differente sulla società. Inoltre, è lo Stato a decidere gli obiettivi da perseguire. Lo Stato, quindi, determina i mezzi di cui ha bisogno per produrre i servizi pubblici e ripartisce il carico dei tributi tra i cittadini o tra i gruppi sociali sulla base di criteri politici, per favorire una classe sociale anziché un'altra;[3]
- la teoria sociologica: secondo tale teoria, l'attività finanziaria pubblica è determinata da fattori sociali, in quanto strumento usato dalla classe politica dominante per favorire gli interessi dei propri elettori, usando le entrate pubbliche per poter fornire loro privilegi e compensi. In questo modo, viene consentita la supremazia politica di determinati gruppi. Da questa formulazione deriva la teoria dell'illusione finanziaria, per cui il sistema fiscale non soddisfa i bisogni largamente sentiti dalla società, ma della classe che ha il potere economico e impone le proprie scelte.[4]

## Teoria della scelta pubblica
Tale teoria, basata sulle teorie politico-sociologiche e sul pensiero finanziario contemporaneo, esamina le decisioni che precedono le scelte pubbliche e definisce i comportamenti degli individui che effettuano tali scelte e le conseguenze. Sostiene, inoltre, che l'eccessivo intervento dello Stato non sia necessario, in quanto provoca un aumento della spesa pubblica.

## Evoluzione storica della finanza pubblica
L'evoluzione storica della finanza pubblica si basa su quattro fasi: 
- XIX secolo: durante questo secolo predominava l'ideologia del laissez faire. La vita economica era quindi affidata all'iniziativa dei cittadini; lo Stato doveva limitarsi ad assicurare l'ordine pubblico, l'amministrazione della giustizia e la difesa esterna. Alla base di questa ideologia c'era la finanza neutrale, una teoria classicista che suggeriva allo Stato di non intervenire all'interno della società perché le problematiche si sarebbero risolte con il naturale riequilibrio tra domanda e offerta. La disoccupazione, invece, doveva essere eliminata con la diminuzione dei salari e le spese dovevano essere finanziate dalle imposte proporzionali (quelle in cui l'aliquota è fissa e non aumenta all'aumentare dell'imponibile e l'importo cresce proporzionalmente al crescere dell'imponibile). Questa teoria fu smentita, però, con la crisi degli anni '20;
- fine del XIX secolo: verso la fine del secolo, si sentì l'esigenza di una giustizia economica e sociale; vennero quindi teorizzate la finanza sociale e la finanza congiunturale. La finanza sociale era una teoria formulata dalla scuola socialista, secondo la quale il non intervento dello Stato nell'economia avvantaggia le classi benestanti e aggrava le condizioni della classe operaia. Quindi, lo Stato deve intervenire nell'economia per migliorare le condizioni di vita delle classi più povere, utilizzando l'imposta progressiva (con un'aliquota che aumenta all'aumentare dell'imponibile, riducendo così la distanza fra ricchi e poveri) e la riforma del sistema successorio (per evitare l'accumulazione di capitali e colpire le trasmissioni ereditarie). La finanza congiunturale, invece, prevede l'intervento dello Stato tramite una politica anticiclica, cioè un insieme di interventi capaci di stabilizzare le fasi di espansione e di depressione. Questa politica si concretizza nella gestione della spesa pubblica: nella fase espansiva lo Stato deve aumentare le imposte e diminuire la spesa pubblica in modo da realizzare degli avanzi di bilancio, che utilizzerà poi nella fase depressiva in cui deve diminuire le imposte e aumentare la spesa pubblica.
- XX secolo: durante questo secolo, si affermò la finanza funzionale. Secondo Keynes la disoccupazione era dovuta alla scarsità della domanda e, quindi, solo un efficiente intervento dello Stato nell'economia poteva sostenere l'occupazione attraverso la diminuzione delle imposte (in modo che i privati abbiano più reddito da investire) e l'aumento della spesa pubblica (anche se questo comporta un deficit di bilancio). Viene definita finanza funzionale perché è utile per il raggiungimento dello sviluppo e della giustizia sociale ovvero la equa distribuzione del reddito.
- dalla fine del 1970: da questo periodo in poi, a causa di disavanzi pubblici (sviluppati dall'aumento della spesa pubblica), nacquero delle politiche neoliberiste. Tali politiche, favorevoli a un ridimensionamento del ruolo attivo esercitato dalla finanza pubblica, miravano a privilegiare il libero gioco della concorrenza nell'adeguamento della domanda globale all'offerta.[1][5]